# The New Tetris
The New Tetris est un jeu vidéo de puzzle sorti en 1999 sur Nintendo 64. Le jeu a été développé par Blue Planet Software et édité par Nintendo.

## Accueil
- Nintendo Power : 8,1/10[1]